# Godolphin Barb
Godolphin Barb, conosciuto anche come Godolphin Arabian (1724-1753), è stato un cavallo di razza araba o berbera  che sta all'origine di una delle migliori linee di Purosangue inglese, eccellenti cavalli da corsa.

## Storia
Originariamente, lo stallone fu regalato dal Bey di Tunisi, a Luigi XV nel 1731 insieme ad altri sette stalloni. Secondo alcune testimonianze, El Sham (il nome che aveva allora) non arrivò mai alle scuderie reali. Secondo altre, il cavallo, fine e nervoso, non fu apprezzato dal sovrano, che preferiva le bestie potenti, secondo la moda dell'epoca. Il cavallo sarebbe quindi stato venduto ad un venditore d'acqua per tirare il suo carretto.
Ciò che è certo è che un gentiluomo inglese, Edouard Cook, acquistò lo stallone durante un suo viaggio a Parigi, portandolo in Inghilterra come dono per un suo amico, Roger Williams, tenutario di un pub londinese. Il marchese di Godolphin, che aveva l'abitudine di frequentare quel bar, acquistò a sua volta l'animale portandolo nei suoi allevamenti. Qui Godolphin Arabian accoppiandosi con Roxana generò un puledro di nome CADE, che avrebbe dimostrato grandi qualità come corridore. CADE  fu il padre del terzo grande stallone purosangue inglese, Matchem (1748), che darà vita, a sua volta a 354 vincitori. Dopo Lath, Godolphian Arabian ebbe molti altri figli tutti buoni o ottimi cavalli da corsa.

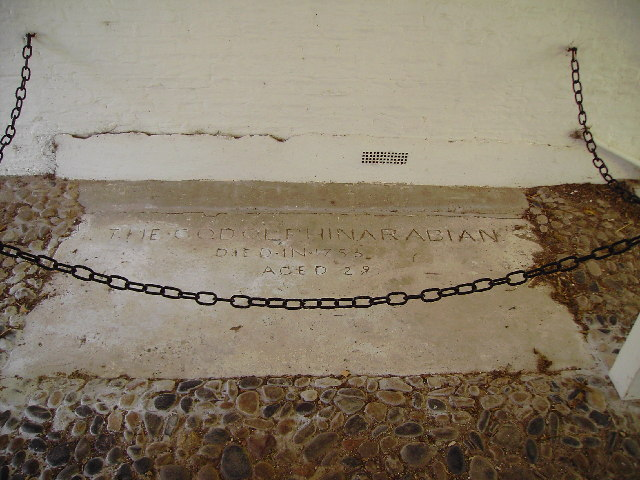
Godolphin Arabian venne sotterrato nelle stalle del palazzo di Wandlebury, a sud di Cambridge.

## Caratteristiche
Godolphin Arabian è descritto come un cavallo baio con macchie bianche sui talloni posteriori.  Era alto 15 hands, corrispondenti a 60 pollici (152 cm), al garrese ed era caratterizzato da una folta criniera che è evidente dai ritratti del cavallo.  Anche la maggior parte dei suoi discendenti hanno avuto il mantello baio.